# Yunohamella varietas
Yunohamella varietas — вид аранеоморфних павуків родини павуків-тенетників (Theridiidae). Описаний у 2021 році.

## Поширення
Ендемік Південної Кореї. Виявлений на території міста Ульсан. Для збору типових зразків вид збирали за допомогою підмітальної сітки на рисових полях.

## Опис
Вид схожий на Y. lyrica та Y. serpatusa. Відрізняється будовою статевих органів самців та елементами забарвлення.